# واکنش هابر-وایس
واکنش هابر-وایس (به انگلیسی: Haber–Weiss reaction) واکنشی است که طی آن و بر اثر واکنش هیدروژن پراکسید و سوپراکسید، رادیکال هیدروکسیل تولید می‌شود. این واکنش توسط آهن کاتالیز می‌شود. واکنش هابر-وایس، اولین بار توسط فریتز هابر و شاگردش جوزف جاشوا وایس در سال ۱۹۳۲ پیشنهاد.
مرحله اول:
Fe3+ + O•2− → Fe 2+ + O2
مرحله دوم:
Fe2+ + H2O2 → Fe3+ + OH- + •OH
واکنش خالص:
•O2− + H2O2 → OH + OH− + O2